# Eugenio Prado Proaño
Eugenio Prado Proaño (* 12. November 1897 in San Buenaventura, Chihuahua; † 1969) war ein mexikanischer Politiker des Partido Revolucionario Institucional (PRI), der unter anderem von 1939 bis 1940 kommissarischer Gouverneur des Bundesstaates Chihuahua sowie zwischen 1946 und 1947 Präsident des Abgeordnetenhauses (Cámara de Diputados) war.

## Leben
Eugenio Prado Proaño besuchte die Grund- und Sekundarschule in Chihuahua. Er begann seine politische Laufbahn, als er zwischen 1934 und 1935 Mitglied der Legislativversammlung des Bundesstaates war. Im Anschluss war er zwischen 1935 und 1937 Bürgermeister seiner Geburtsstadt San Buenaventura. Am 1. September 1937 wurde er für den Partido Nacional Revolucionario (PNR) Mitglied des Abgeordnetenhauses (Cámara de Diputados), des Unterhauses des Kongresses der Union (Congreso General de los Estados Unidos Mexicanos), und vertrat in diesem bis zum 30. August 1940 den 1. Wahlbezirk des Bundesstaates Chihuahua. Zugleich wurde er 1939 als Nachfolger von Gustavo L. Talamantes kommissarischer Gouverneur des Bundesstaates Chihuahua und bekleidete dieses Amt bis zum 3. Oktober 1940, woraufhin Alfredo Chávez seine Nachfolge antrat.
Am 1. September 1940 wurde Prado Proaño für den in Partido de la Revolución Mexicana (PRM) umbenannten PNR für eine sechsjährige Wahlzeit Mitglied des Senats (Senado de México), des Oberhauses des Kongresses der Union, dem er als Vertreter des Bundesstaates Chihuahua bis zum 31. August 1946 angehörte. Er war zeitweise Präsident des Senats, Vorsitzender des Schatzausschusses sowie Mitglied des Hauptausschusses des Kongresses, der Gran Comisión. Am 1. September 1946 wurde er abermals Mitglied des Abgeordnetenhauses und gehörte diesem in der 40. Legislaturperiode wieder als Vertreter des 1. Wahlbezirks des Bundesstaates Chihuahua bis zum 31. August 1949 an. Im September 1946 löste er Benito Coquet Lagunes als Präsident des Abgeordnetenhauses ab und hatte dieses Amt als Parlamentspräsident bis September 1947 inne, woraufhin Alejandro Gómez Maganda seine Nachfolge antrat. Zugleich war er 1949 Vorsitzender des Ständigen Ausschusses des Kongresses und Mitglied des Schatzausschusses. Nach seinem Ausscheiden aus der Politik war er Direktor der Genossenschaftlichen Zuckermühle in Zacatepec de Hidalgo in Morelos und wurde 1951 Direktor der „Emiliano Zapata“-Genossenschaftlichen Zuckermühle Ejido. Sein Bruder Jesús Prado Proaño war 1946 ebenfalls Mitglied der Legislativversammlung des Bundesstaates Chihuahua.